# Europese koudegolf van 2017

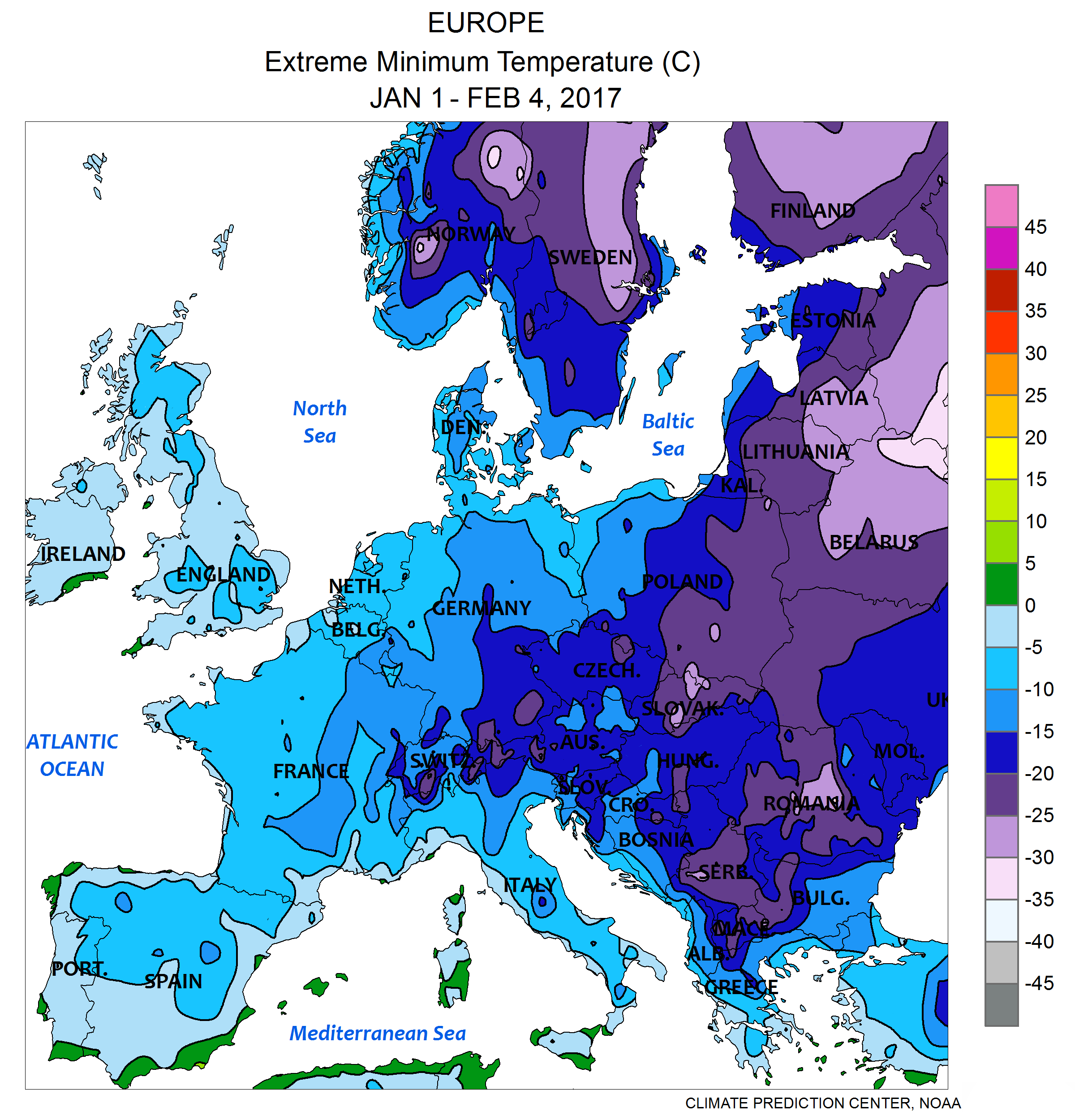
Minimum temperatuur tussen 1 januari en 4 februari 2017

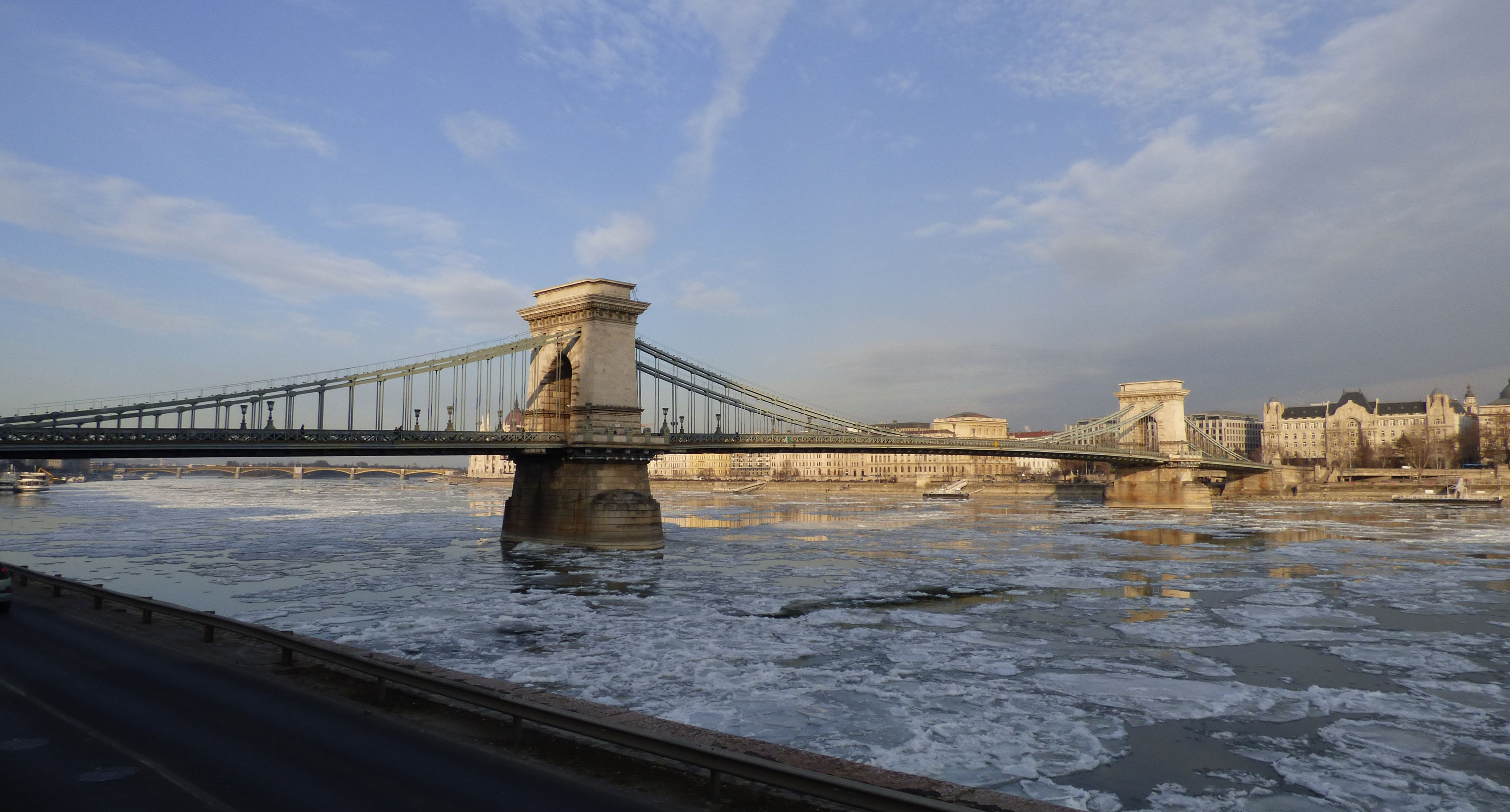
De bevroren Donau in Boedapest

De Europese koudegolf van 2017 was een koude periode in januari 2017 waarin sneeuw en kou lang aanhielden. De koudegolf hield vooral aan in Centraal- en Oost-Europa, maar niet altijd overal in Europa. Er vielen 73 doden en in Oparino, Rusland werd het -45,4 graden.

## Oost-Europa
In de eerste week van januari werden er in Polen temperaturen onder de -20 °C vermeld. Als gevolg: smog in Warschau, Krakau en Wrocław en 46 doden voornamelijk daklozen.
Op 7 januari was het in Moskou de koudste orthodoxe kerst ooit in 120 jaar, het werd -29,9 °C.
Op 8 januari werd in Hongarije in Tésa een lage temperatuurrecord genoteerd, het werd -28,1 °C, dezelfde dag werd het ook zeer koud in Oblast Tver, werd het toen -35,7 °C, dit is daar een lage temperatuur record.
In Rusland werden temperaturen onder de -40 °C gemeld, waardoor 100,000 mensen (?) in Moskou zonder stroom zaten.
Op 10 januari werd de scheepvaart in de Donau gestopt, omdat er in Kroatië, Servië en Roemenië ijs lag in de rivier.

## Zuid-Europa
Op 9 januari werden in Italië 7 doden vermeld, met name daklozen. Vliegvelden in Sicilië, Bari en Brindisi waren gesloten en scholen werden gesloten.
Griekenland was tijdens de koudegolf getroffen door sneeuwval, bewoners van Kreta zagen voor het eerst in 40 jaar sneeuw, vluchtelingen werden in warme tenten gezet.
Turkije werd ook getroffen door de sneeuwval, vluchten in Istanboel werden afgelast door de sneeuw en kou en de Bosporus was afgesloten.
Spanje had maar even met de koudegolf te maken, die had vooral invloed op in Catalonië, Asturië en bergachtige gebieden.

## Nederland en België
De koudegolf had niet echt invloed in Nederland en België. In Nederland was de gemiddelde temperatuur 1,6 graden tegen 3,1 graden normaal in De Bilt, waarmee dit in Nederland de koudste januarimaand was sinds 2010. De laagste temperatuur werd gemeten op Twente Airport in Enschede, daar werd het op 23 januari -10,8 °C.
In Ukkel was de gemiddelde temperatuur 1,1 graden tegen 3,3 normaal. De laagste temperatuur was -20,2 °C, gemeten in Mürringen.